# Associazione Calcio Reggiana 1919 2016-2017
Questa voce raccoglie le informazioni riguardanti l'Associazione Calcio Reggiana 1919 nelle competizioni ufficiali della stagione 2016-2017.

## Stagione
Per la stagione 2016-2017 la Reggiana è proprietà di Mike Piazza. Il celebre campione di baseball americano acquista la maggioranza delle azioni dal gruppo Compagni, che resta in società. E punta decisamente alla serie B (Piazza parla di serie A in cinque anni). In pochi mesi vengono venduti ben 5.243 abbonamenti, tanti quanti la Reggiana non ne aveva mia annoverati nemmeno in serie B. Il nuovo direttore sportivo Grammatica, assieme al punto di riferimento di Piazza, nonché direttore generale, Franzone, puntano a giocatori di qualità allenati da un mister giovane e motivato.
Nuovo allenatore è Leonardo Colucci, già della Primavera del Bologna ed ex calciatore granata. Al centro della prima linea viene prelevato dalla Pro Vercelli Ettore Marchi. In difesa arrivano il terzino del Pavia Ghiringhelli, dall'Ancona Pedrelli, dal Melfi Giron, dal Pisa il centrale Rozzio, dalla Salernitana il centrale Trevisan e il centrocampista Bovo, poi Sbaffo dall'Avellino e Angiulli che torna a Reggio dopo un anno, e in attacco gli esterni Manconi e Falcone, con la punta Guidone dal Santarcangelo.
La squadra viene considerata assai competitiva anche se Venezia e Parma sono messe su un leggero gradino superiore. La squadra regge bene sino al derby col Parma che si svolge in una fredda serata di dicembre dinnanzi a quasi 18.000 tifosi e in un ambiente caldissimo. La vittoria crociata raffredda di molto gli entusiasmi e le partite seguenti sono negative. Fino alla sconfitta interna col Venezia, che costa la panchina a Colucci. Al suo posto viene assunto Leonardo Menichini, già allenatore della Salernitana. La Reggiana continua il campionato in modo discontinuo e chiude in quinta posizione.
La lotteria dei Play-off inizia con la sfida secca contro la Feralpisalò che si disputa al Mapei Stadium e termina in parità (2-2), così passano il turno i granata per la migliore posizione in classifica.  Poi lo scontro con la Juve Stabia, vinto dalla Reggiana al Mapei (2-1) e pareggiato a Castellammare (0-0). Ai quarti la Reggiana si trova il Livorno e al Picchi i reggiani prevalgono (1-2) e poi al ritorno si qualificano per la semifinale di Firenze impattando (2-2) dopo i tempi supplementari. Seguiti da 3.000 tifosi i granata perdono al Franchi lo scontro diretto con l'Alessandria (2-1), protestando per un rigore non fischiato dall'arbitro per presunto fallo su Cesarini. In finale approda l'Alessandria che verrà sconfitta dal Parma.

## Divise e sponsor
Il fornitore ufficiale di materiale tecnico per la stagione 2016-2017 è Sportika mentre lo sponsor ufficiale è Macao Cafè.
| Casa | Trasferta |

## Organigramma societario
Area direttiva
- Presidente: Mike Piazza
- Vicepresidente: Stefano Compagni
- Amministratore delegato: Guido Tamelli
- Consiglieri: Bill Holmberg, Gianni Perin, Guido Tamelli, Maurizio Franzone, Gilberto Gerali
- Direttore generale: Maurizio Franzone
- Responsabile scouting e osservatori: Alberto Bertolini

Area Gestionale
- Responsabile amministrazione finanza:
- Responsabile marketing e sviluppo: Marco Bertolini
- Responsabile relazioni esterne: Nicola Bonafini
- Delegato ai rapporti con la tifoseria:
- Team Manager: Michele Malpeli

Area organizzativa
- Responsabile organizzativo:
- Magazziniere: Gabriele Fiorani

Area comunicazione
- Segreteria generale: Monica Torreggiani
- Segreteria: Salvatore Conti
- Responsabile settore giovanile: Giacomo Ferretti
- Responsabile progetto Accademia Granata:
- Responsabile dirigenti accompagnatori:
- Responsabile allenatore dei portieri: William Vecchi, Andrea Rossi

Area tecnica
- Direttore sportivo: Andrea Grammatica
- Allenatore: Leonardo Menichini
- Allenatore in seconda: Stefano Avincola

Area sanitaria
- Responsabile sanitario: Franco Taglia
- Medico sociale: Massimiliano Manzotti
- Preparatori: Franco Ferrini, Cristian Freghieri
- Massaggiatori: Remigio Del Sole

## Rosa
Rosa aggiornata al 31 gennaio 2017.
| N. |                    | Ruolo | Calciatore           |
| -- | ------------------ | ----- | -------------------- |
| 1  | Italia (bandiera)  | P     | Simone Perilli       |
| 2  | Italia (bandiera)  | C     | Alessandro Vernocchi |
| 3  | Italia (bandiera)  | D     | Daniele Pedrelli     |
| 4  | Italia (bandiera)  | C     | Federico Angiulli    |
| 5  | Italia (bandiera)  | C     | Alessandro Sbaffo    |
| 6  | Italia (bandiera)  | D     | Alessandro Spanò     |
| 7  | Italia (bandiera)  | A     | Alessandro Cesarini  |
| 8  | Italia (bandiera)  | C     | Dario Maltese        |
| 9  | Italia (bandiera)  | A     | Ettore Marchi        |
| 10 | Italia (bandiera)  | A     | Angelo Raffaele Nolé |
| 10 | Spagna (bandiera)  | C     | Martí Riverola       |
| 11 | Spagna (bandiera)  | A     | Héctor Otìn          |
| 11 | Italia (bandiera)  | A     | Massimiliano Carlini |
| 12 | Italia (bandiera)  | P     | Davide Narduzzo      |
| 13 | Francia (bandiera) | D     | Maxime Giron         |
| 14 | Romania (bandiera) | D     | Vasile Mogoș         |
| 14 | Francia (bandiera) | C     | Gaël Genevier        |
| 15 | Italia (bandiera)  | D     | Paolo Rozzio         |
| 16 | Italia (bandiera)  | C     | Andrea Bovo          |

| N. |                       | Ruolo | Calciatore            |
| -- | --------------------- | ----- | --------------------- |
| 17 | Italia (bandiera)     | A     | Jacopo Manconi        |
| 18 | Italia (bandiera)     | C     | Bryan Mecca           |
| 19 | Italia (bandiera)     | C     | Mattia Lombardo       |
| 20 | Montenegro (bandiera) | D     | Minel Sabotic         |
| 21 | Italia (bandiera)     | C     | Simone Calvano        |
| 22 | Grecia (bandiera)     | P     | Armando Demalija      |
| 23 | Italia (bandiera)     | D     | Erik Panizzi          |
| 24 | Italia (bandiera)     | D     | Luca Ghiringhelli     |
| 25 | Italia (bandiera)     | D     | Trevor Trevisan       |
| 26 | Italia (bandiera)     | C     | Mattia Bonetto        |
| 27 | Italia (bandiera)     | A     | Marco Guidone         |
| 28 | Italia (bandiera)     | A     | Luigi Falcone         |
| 28 | Italia (bandiera)     | D     | Sergio Contessa       |
| 29 | Italia (bandiera)     | A     | Matteo Rizzi          |
| 30 | Italia (bandiera)     | C     | Daniele Rocco         |
| 31 | Italia (bandiera)     | D     | Gabriele Masini       |
| 32 | Italia (bandiera)     | C     | Federico Mastropietro |
| 33 | Italia (bandiera)     | D     | Aslem Zito            |
| 34 | Italia (bandiera)     | P     | Andrea Errera         |

## Calciomercato

### Sessione estiva(dall'1/7 al 31/8)
| Acquisti         | Acquisti              | Acquisti       | Acquisti                                          |
| R.               | Nome                  | da             | Modalità                                          |
| ---------------- | --------------------- | -------------- | ------------------------------------------------- |
| P                | Armando Demalija      | Pro Patria     | Fine prestito                                     |
| P                | Davide Narduzzo       | Teramo         | Definitivo                                        |
| P                | Jacopo Viola          |                | Svincolato                                        |
| D                | Luca Ghiringhelli     | Pavia          | Definitivo                                        |
| D                | Maxime Giron          | Avellino       | Prestito con diritto di riscatto                  |
| D                | Christian Maldini     |                | Svincolato                                        |
| D                | Daniele Pedrelli      |                | Definitivo                                        |
| D                | Paolo Rozzio          | Pisa           | Definitivo                                        |
| D                | Trevor Trevisan       | Salernitana    | Definitivo                                        |
| C                | Federico Angiulli     | Benevento      | Definitivo                                        |
| C                | Mattia Bonetto        | Inter          | Prestito con diritto di riscatto e controriscatto |
| C                | Andrea Bovo           | Salernitana    | Definitivo                                        |
| C                | Simone Calvano        | Verona         | Prestito con diritto di riscatto e controriscatto |
| C                | Alessandro Cesarini   |                | Definitivo                                        |
| C                | Mattia Lombardo       | Pro Vercelli   | Definitivo                                        |
| C                | Alessandro Sbaffo     | Avellino       | Prestito con obbligo di riscatto                  |
| A                | Luigi Falcone         | Catania        | Definitivo                                        |
| A                | Marco Guidone         | Santarcangelo  | Definitivo                                        |
| A                | Héctor Otìn Lafuente  | Virtus Entella | Prestito con diritto di riscatto e controriscatto |
| A                | Jacopo Manconi        | Novara         | Prestito con diritto di riscatto e controriscatto |
| A                | Ettore Marchi         | Pro Vercelli   | Definitivo                                        |
| Altre operazioni |                       |                |                                                   |
| D                | Christian Biasi       | Spezia         | Prestito                                          |
| C                | Pasquale Liguoro      | Virtus Entella | Prestito                                          |
| C                | Federico Mastropietro | Juventus       | Prestito                                          |

| Cessioni         | Cessioni              | Cessioni        | Cessioni                                  |
| R.               | Nome                  | a               | Modalità                                  |
| ---------------- | --------------------- | --------------- | ----------------------------------------- |
| P                | Andrea Rossini        |                 | Svincolato                                |
| P                | Jacopo Viola          | Melfi           | Prestito                                  |
| D                | Cristian Andreoni     |                 | Svincolato                                |
| D                | Alessandro Castellana | Piacenza        | Definitivo                                |
| D                | Riccardo De Biasi     |                 | Svincolato                                |
| D                | Paolo Frascatore      | Roma            | Fine prestito                             |
| D                | Christian Maldini     | Ħamrun Spartans | Prestito                                  |
| D                | Daniele Mignanelli    | Pescara         | Fine prestito                             |
| D                | Marcello Possenti     | Reggina         | Definitivo                                |
| D                | Gianluca Zucchini     | Modena          | Fine prestito                             |
| C                | Giuseppe Alessi       |                 | Fine carriera                             |
| C                | Paolo Bartolomei      | Cittadella      | Definitivo                                |
| C                | Dejan Danza           | Pro Vercelli    | Fine prestito                             |
| C                | Mirko Bruccini        |                 | Svincolato                                |
| C                | Andrea Parola         |                 | Svincolato                                |
| C                | Michele Pazienza      |                 | Svincolato                                |
| C                | Francesco Rampi       | Carrarese       | Definitivo                                |
| A                | Rachid Arma           | Pordenone       | Definitivo                                |
| A                | Antonio Letizia       | Foggia          | Prestito biennale con obbligo di riscatto |
| A                | Antonio Loi           | Cagliari        | Fine prestito                             |
| A                | Yuri Meleleo          |                 | Svincolato                                |
| A                | Nicholas Siega        |                 | Svincolato                                |
| A                | Christian Silenzi     | Inter           | Fine prestito                             |
| Altre operazioni |                       |                 |                                           |

### Sessione invernale(dal 03/01 al 31/01)
| Acquisti         | Acquisti             | Acquisti     | Acquisti                         |
| R.               | Nome                 | da           | Modalità                         |
| ---------------- | -------------------- | ------------ | -------------------------------- |
| D                | Sergio Contessa      | Lecce        | Prestito con diritto di riscatto |
| C                | Gaël Genevier        | Lumezzane    | Definitivo                       |
| C                | Martí Riverola       | Foggia       | Definitivo                       |
| A                | Massimiliano Carlini | Casertana    | Definitivo                       |
| Altre operazioni |                      |              |                                  |
| P                | Andrea Errera        | Mantova      | Definitivo                       |
| A                | Mamadou Kone         | Martinsicuro | Definitivo                       |

| Cessioni         | Cessioni             | Cessioni       | Cessioni      |
| R.               | Nome                 | a              | Modalità      |
| ---------------- | -------------------- | -------------- | ------------- |
| D                | Maxime Giron         | Avellino       | Fine prestito |
| D                | Christian Maldini    |                | Rescissione   |
| D                | Vasile Mogoș         | Ascoli         | Definitivo    |
| C                | Federico Angiulli    | Pisa           | Definitivo    |
| C                | Mattia Bonetto       | Inter          | Fine prestito |
| A                | Luigi Falcone        | Viterbese      | Prestito      |
| A                | Héctor Otìn          | Virtus Entella | Fine prestito |
| A                | Jacopo Manconi       | Novara         | Fine prestito |
| A                | Angelo Raffaele Nolé | Modena         | Definitivo    |
| Altre operazioni |                      |                |               |
| D                | Christian Biasi      | Spezia         | Fine prestito |
| A                | Mamadou Kone         | Martinsicuro   | Prestito      |

### Operazioni esterne alle sessioni
| Acquisti         | Acquisti         | Acquisti         | Acquisti         |
| R.               | Nome             | da               | Modalità         |
| Altre operazioni | Altre operazioni | Altre operazioni | Altre operazioni |
| ---------------- | ---------------- | ---------------- | ---------------- |
| D                | Giacomo Massari  | Modena           | Prestito         |
| C                | Andrea Boccalari | Mantova          | Prestito         |

| Cessioni         | Cessioni         | Cessioni         | Cessioni         |
| R.               | Nome             | a                | Modalità         |
| Altre operazioni | Altre operazioni | Altre operazioni | Altre operazioni |
| ---------------- | ---------------- | ---------------- | ---------------- |

## Risultati

### Lega Pro

#### Girone di andata
| Arbitro: | Massimi (Termoli) |

|                          |           |               |
| Minesso 49’ Fabbro 90+4’ | Marcatori | 90+3’ Guidone |

| Arbitro: | Mantelli (Brescia) |

|                                             |           |  |
| J. Manconi 35’, 38’ Angiulli 58’ Nolè 90+3’ | Marcatori |  |

| Arbitro: | Ranaldi (Tivoli) |

|            |           |         |
| Modolo 64’ | Marcatori | 4’ Nolè |

| Reggio Emilia 4 ottobre 2016, ore 20:30 CEST 4ª giornata | Reggiana         | 0 – 0 referto | Santarcangelo | Stadio Città del Tricolore (6.494 spett.)\| Arbitro: \| Zufferli (Udine) \| |
| Arbitro:                                                 | Zufferli (Udine) |               |               |                                                                             |

| Arbitro: | Robilotta (Sala Consilina) |

|            |           |                       |
| Ravasi 32’ | Marcatori | 46’ Giron 49’ Guidone |

| Arbitro: | Zingarelli (Siena) |

|                       |           |  |
| J. Manconi 77’ (rig.) | Marcatori |  |

| Lumezzane 1 ottobre 2016, ore 14:30 CEST 7ª giornata | Lumezzane          | 0 – 0 referto | Reggiana | Stadio Tullio Saleri (500 spett.)\| Arbitro: \| Zanonato (Vicenza) \| |
| Arbitro:                                             | Zanonato (Vicenza) |               |          |                                                                       |

| Arbitro: | Sozza (Seregno) |

|                                       |           |           |
| J. Manconi 18’ Mogoș 38’ Angiulli 56’ | Marcatori | 86’ Gucci |

| Arbitro: | Guccini (Albano Laziale) |

|                                  |           |  |
| M. Russo 32’ (rig.) Altinier 50’ | Marcatori |  |

| Arbitro: | Curti (Milano) |

|            |           |  |
| Sbaffo 19’ | Marcatori |  |

| Arbitro: | Viotti (Tivoli) |

|                            |           |                              |
| Caridi 44’ M. Marchi 90+5’ | Marcatori | 20’ Nolè 57’ Bovo 68’ Rozzio |

| Arbitro: | Pillitteri (Palermo) |

|                        |           |  |
| Nolé 9’ J. Manconi 67’ | Marcatori |  |

| Arbitro: | Paolini (Ascoli Piceno) |

|                       |           |  |
| Suciu 4’ Cattaneo 58’ | Marcatori |  |

| Arbitro: | Luciano (Lamezia Terme) |

|                          |           |  |
| Mogoș 25’ J. Manconi 44’ | Marcatori |  |

| Arbitro: | Chindemi (Viterbo) |

|           |           |  |
| Mogoș 33’ | Marcatori |  |

| Arbitro: | Balice (Termoli) |

|                              |           |                                   |
| Candellone 32’ Casiraghi 36’ | Marcatori | 34’, 38’ Guidone 46’ Ghiringhelli |

| Arbitro: | Dionisi (L'Aquila) |

|              |           |  |
| Cesarini 47’ | Marcatori |  |

| Arbitro: | Valiante (Salerno) |

|                          |           |  |
| Ponsat 2’ Bardelloni 37’ | Marcatori |  |

| Arbitro: | Piscopo (Imperia) |

|  |           |                         |
|  | Marcatori | 22’ Giorgino 29’ Baraye |

#### Girone di ritorno
| Arbitro: | Pasciuta (Agrigento) |

|              |           |                  |
| Cesarini 81’ | Marcatori | 90+2’ Maistrello |

| Arbitro: | Maggioni (Lecco) |

|              |           |  |
| Frediani 40’ | Marcatori |  |

| Arbitro: | Giua (Olbia) |

|  |           |                                 |
|  | Marcatori | 31’ Soligo 70’ Moreo 83’ Fabris |

| Arbitro: | Proietti (Terni) |

|  |           |                                |
|  | Marcatori | 42’ (rig.) Cesarini 74’ Rozzio |

| Arbitro: | Cipriani (Empoli) |

|             |           |  |
| Carlini 47’ | Marcatori |  |

| Arbitro: | Panarese (Lecce) |

|             |           |              |
| Gliozzi 74’ | Marcatori | 60’ Cesarini |

| Arbitro: | Zingarelli (Siena) |

|                                  |           |  |
| Cesarini 43’ (rig.) Contessa 87’ | Marcatori |  |

| Arbitro: | Luciano (Lamezia Terme) |

|  |           |                     |
|  | Marcatori | 7’ Guidone 70’ Bovo |

| Arbitro: | Camplone (Pescara) |

|                    |           |              |
| Cesarini 8’ (rig.) | Marcatori | 10’ Altinier |

| Arbitro: | Volpi (Arezzo) |

|                              |           |              |
| Marchetti 36’ Allegretti 82’ | Marcatori | 79’ Cesarini |

| Reggio Emilia 19 marzo 2017, ore 14:45 CET 30ª giornata | Reggiana                   | 0 – 0 referto | Mantova | Stadio Città del Tricolore (6.883 spett.)\| Arbitro: \| Robilotta (Sala Consilina) \| |
| Arbitro:                                                | Robilotta (Sala Consilina) |               |         |                                                                                       |

| Arbitro: | Zanonato (Vicenza) |

|                            |           |  |
| L. Mancuso 38’ Damonte 56’ | Marcatori |  |

| Reggio Emilia 30 marzo 2017, ore 20:45 CEST 32ª giornata | Reggiana         | 0 – 0 referto | Pordenone | Stadio Città del Tricolore (6.459 spett.)\| Arbitro: \| Balice (Termoli) \| |
| Arbitro:                                                 | Balice (Termoli) |               |           |                                                                             |

| Arbitro: | Fiorini (Frosinone) |

|             |           |            |
| Gavazzi 42’ | Marcatori | 34’ Sbaffo |

| Arbitro: | Mantelli (Brescia) |

|  |           |             |
|  | Marcatori | 83’ Guidone |

| Arbitro: | Mei (Pesaro) |

|            |           |             |
| Rozzio 45’ | Marcatori | 32’ Rinaldi |

| Arbitro: | Raciti (Acireale) |

|                                     |           |                                               |
| Guerra 4’, 85’, 90’ A. Ferretti 80’ | Marcatori | 2’, 39’ Guidone 8’ (rig.) Cesarini 63’ Rozzio |

| Arbitro: | Curti (Milano) |

|  |           |               |
|  | Marcatori | 8’ T. Tentoni |

| Arbitro: | Pillitteri (Palermo) |

|            |           |  |
| Baraye 66’ | Marcatori |  |

### Playoff
| Arbitro: | Fourneau (Roma) |

|                      |           |                     |
| Bovo 16’ Carlini 75’ | Marcatori | 4’, 30’ A. Ferretti |

| Arbitro: | Perotti (Legnano) |

|                                      |           |              |
| Cesarini 35’ (rig.) Ghiringhelli 57’ | Marcatori | 16’ Mastalli |

| Castellammare di Stabia 24 maggio 2017, ore 20:30 CEST 2ª Fase Ritorno | Juve Stabia          | 0 – 0 referto | Reggiana | Stadio Romeo Menti (3.710 spett.)\| Arbitro: \| Pagliardini (Arezzo) \| |
| Arbitro:                                                               | Pagliardini (Arezzo) |               |          |                                                                         |

| Arbitro: | Giua (Olbia) |

|              |           |                                 |
| Maritato 51’ | Marcatori | 13’ (rig.) Cesarini 25’ Guidone |

| Arbitro: | Pillitteri (Palermo) |

|                                 |           |                         |
| Cesarini 59’ (rig.) Guidone 96’ | Marcatori | 32’ Franco 44’ Borghese |

| Arbitro: | Piscopo (Imperia) |

|                  |           |             |
| González 4’, 66’ | Marcatori | 78’ Guidone |

### Coppa Italia

#### Primo Turno
| Arbitro: | Amabile (Vicenza) |

|                                  |           |                                            |
| Bracaletti (rig.) 38’ Romero 89’ | Marcatori | 31’ (rig.) E. Marchi 77’ Nolè 101’ Guidone |

#### Secondo Turno
| Arbitro: | Ghersini (Genova) |

|                                          |           |          |
| Ardizzone 56’ Morra 85’ Mustacchio 90+1’ | Marcatori | 24’ Nolè |

### Coppa Italia Lega Pro
| Arbitro: | Detta (Mantova) |

|  |           |                                         |
|  | Marcatori | 11’ Otìn Lafuente 19’ Mogos 59’ Falcone |

| Arbitro: | Maggioni (Lecco) |

|                                 |                      |                                   |
| Štulac 101’                     | Marcatori            | 115’ (rig.) Maltese               |
| N. Ferrari Moreo Marsura Štulac | Tiri di rigore 4 – 2 | Otìn Lafuente Mecca Giron Maltese |

## Statistiche
Statistiche aggiornate al 12 agosto 2016

### Statistiche di squadra
| Competizione          | Punti            | In casa | In casa | In casa | In casa | In casa | In casa | In trasferta | In trasferta | In trasferta | In trasferta | In trasferta | In trasferta | Totale | Totale | Totale | Totale | Totale | Totale | DR  |
| Competizione          | Punti            | G       | V       | N       | P       | Gf      | Gs      | G            | V            | N            | P            | Gf           | Gs           | G      | V      | N      | P      | Gf     | Gs     | DR  |
| --------------------- | ---------------- | ------- | ------- | ------- | ------- | ------- | ------- | ------------ | ------------ | ------------ | ------------ | ------------ | ------------ | ------ | ------ | ------ | ------ | ------ | ------ | --- |
| Lega Pro              | 59               | 19      | 10      | 6       | 3       | 21      | 10      | 19           | 6            | 5            | 8            | 22           | 26           | 38     | 16     | 11     | 11     | 43     | 36     | +7  |
| Play-off              | semifinali       | 3       | 1       | 2       | 0       | 6       | 5       | 3            | 1            | 1            | 1            | 3            | 3            | 6      | 2      | 3      | 1      | 9      | 8      | +1  |
| Coppa Italia          | Secondo turno    | 1       | 1       | 0       | 0       | 3       | 2       | 1            | 0            | 0            | 1            | 1            | 3            | 2      | 1      | 0      | 1      | 4      | 5      | -1  |
| Coppa Italia Lega Pro | ottavi di finale | -       | -       | -       | -       | -       | -       | 2            | 1            | 1            | 0            | 4            | 1            | 2      | 1      | 1      | 0      | 4      | 1      | +3  |
| Totale                | 59               | 23      | 12      | 8       | 3       | 30      | 17      | 25           | 8            | 7            | 10           | 30           | 33           | 48     | 20     | 15     | 13     | 60     | 50     | +10 |

### Andamento in campionato
| Giornata  | 1 | 2 | 3 | 4 | 5 | 6 | 7 | 8 | 9 | 10 | 11 | 12 | 13 | 14 | 15 | 16 | 17 | 18 | 19 | 20 | 21 | 22 | 23 | 24 | 25 | 26 | 27 | 28 | 29 | 30 | 31 | 32 | 33 | 34 | 35 | 36 | 37 | 38 |
| --------- | - | - | - | - | - | - | - | - | - | -- | -- | -- | -- | -- | -- | -- | -- | -- | -- | -- | -- | -- | -- | -- | -- | -- | -- | -- | -- | -- | -- | -- | -- | -- | -- | -- | -- | -- |
| Luogo     | T | C | T | C | T | C | T | C | T | C  | T  | C  | T  | C  | T  | T  | C  | T  | C  | C  | T  | C  | T  | C  | T  | C  | T  | C  | T  | C  | T  | C  | T  | C  | C  | T  | C  | T  |
| Risultato |   |   |   |   |   |   |   |   |   |    |    |    |    |    |    |    |    |    |    |    |    |    |    |    |    |    |    |    |    |    |    |    |    |    |    |    |    |    |
| Posizione |   |   |   |   |   |   |   |   |   |    |    |    |    |    |    |    |    |    |    |    |    |    |    |    |    |    |    |    |    |    |    |    |    |    |    |    |    |    |

Fonte:  Calendario 2016/17, su tuttoreggiana.com.
Legenda:

Luogo: C = Casa; T = Trasferta. Risultato: V = Vittoria; N = Pareggio; P = Sconfitta.

### Statistiche dei giocatori
Sono in corsivo i calciatori che hanno lasciato la società a stagione in corso.
| Giocatore        | Lega Pro | Lega Pro | Lega Pro    | Lega Pro   | Coppa Italia | Coppa Italia | Coppa Italia | Coppa Italia | Coppa Italia Lega Pro | Coppa Italia Lega Pro | Coppa Italia Lega Pro | Coppa Italia Lega Pro | Totale   | Totale | Totale      | Totale     |
| Giocatore        | Presenze | Reti     | Ammonizioni | Espulsioni | Presenze     | Reti         | Ammonizioni  | Espulsioni   | Presenze              | Reti                  | Ammonizioni           | Espulsioni            | Presenze | Reti   | Ammonizioni | Espulsioni |
| ---------------- | -------- | -------- | ----------- | ---------- | ------------ | ------------ | ------------ | ------------ | --------------------- | --------------------- | --------------------- | --------------------- | -------- | ------ | ----------- | ---------- |
| F. Angiulli      | 20       | 2        | -           | -          | 2            | 0            | 0            | 0            | -                     | -                     | -                     | -                     | 22       | 2      | 0           | 0          |
| M. Bonetto       | 4        | 0        | -           | -          | 1            | 0            | 0            | 0            | -                     | -                     | -                     | -                     | 5        | 0      | 0           | 0          |
| A. Bovo          | 35       | 2        | -           | -          | -            | -            | -            | -            | -                     | -                     | -                     | -                     | 35       | 2      | -           | -          |
| S. Calvano       | 28       | 0        | -           | -          | 1            | 0            | 0            | 0            | -                     | -                     | -                     | -                     | 29       | 0      | 0           | 0          |
| M. Carlini       | 14       | 1        | 0           | 0          | -            | -            | -            | -            | -                     | -                     | -                     | -                     | 14       | 1      | 0           | 0          |
| A. Cesarini      | 25       | 8        | -           | -          | -            | -            | -            | -            | -                     | -                     | -                     | -                     | 25       | 8      | -           | -          |
| S. Contessa      | 12       | 1        | -           | -          | -            | -            | -            | -            | -                     | -                     | -                     | -                     | 12       | 1      | -           | -          |
| L. Falcone       | 9        | 0        | -           | -          | -            | -            | -            | -            | -                     | -                     | -                     | -                     | 9        | 0      | -           | -          |
| G. Genevier      | 17       | 0        | -           | -          | -            | -            | -            | -            | -                     | -                     | -                     | -                     | 17       | 0      | -           | -          |
| L. Ghiringhelli  | 28       | 1        | -           | -          | 2            | 0            | 0            | 0            | -                     | -                     | -                     | -                     | 30       | 1      | 0           | 0          |
| M. Giron         | 14       | 1        | -           | -          | 1            | 0            | 0            | 0            | -                     | -                     | -                     | -                     | 15       | 1      | 0           | 0          |
| M. Guidone       | 35       | 8        | -           | -          | 2            | 1            | 0            | 0            | -                     | -                     | -                     | -                     | 37       | 9      | 0           | 0          |
| M. Lombardo      | 3        | 0        | -           | -          | -            | -            | -            | -            | -                     | -                     | -                     | -                     | 3        | 0      | -           | -          |
| D. Maltese       | 18       | 0        | -           | -          | 1            | 0            | 0            | 0            | -                     | -                     | -                     | -                     | 19       | 0      | 0           | 0          |
| J. Manconi       | 20       | 6        | -           | -          | 1            | 0            | 0            | 0            | -                     | -                     | -                     | -                     | 21       | 6      | 0           | 0          |
| E. Marchi        | 23       | 0        | -           | -          | 2            | 1            | 0            | 0            | -                     | -                     | -                     | -                     | 25       | 1      | 0           | 0          |
| V. Mogoș         | 17       | 3        | -           | -          | 2            | 0            | 0            | 0            | -                     | -                     | -                     | -                     | 19       | 3      | 0           | 0          |
| D. Narduzzo      | 8        | -6       | -           | -          | -            | -            | -            | -            | -                     | -                     | -                     | -                     | 8        | -6     | -           | -          |
| A.R. Nolè        | 19       | 4        | -           | -          | 2            | 2            | 0            | 0            | -                     | -                     | -                     | -                     | 21       | 6      | 0           | 0          |
| H. Otin Lafuente | 6        | 0        | -           | -          | 1            | 0            | 0            | 0            | -                     | -                     | -                     | -                     | 7        | 0      | 0           | 0          |
| E. Panizzi       | 14       | 0        | -           | -          | 1            | 0            | 0            | 0            | -                     | -                     | -                     | -                     | 15       | 0      | 0           | 0          |
| D. Pedrelli      | 6        | 0        | -           | -          | -            | -            | -            | -            | -                     | -                     | -                     | -                     | 6        | 0      | -           | -          |
| S. Perilli       | 30       | -30      | -           | -          | 2            | -5           | 1            | 0            | -                     | -                     | -                     | -                     | 32       | -35    | 1           | 0          |
| M. Possenti      | -        | -        | -           | -          | -            | -            | -            | -            | -                     | -                     | -                     | -                     | -        | -      | -           | -          |
| M. Riverola      | 8        | 0        | -           | -          | -            | -            | -            | -            | -                     | -                     | -                     | -                     | 8        | 0      | -           | -          |
| M. Rizzi         | 3        | 0        | -           | -          | -            | -            | -            | -            | -                     | -                     | -                     | -                     | 3        | 0      | -           | -          |
| P. Rozzio        | 30       | 4        | -           | -          | -            | -            | -            | -            | -                     | -                     | -                     | -                     | 30       | 4      | -           | -          |
| M. Sabotic       | 18       | 0        | -           | -          | 2            | 0            | 0            | 0            | -                     | -                     | -                     | -                     | 20       | 0      | 0           | 0          |
| A. Sbaffo        | 19       | 2        | -           | -          | 2            | 0            | 0            | 0            | -                     | -                     | -                     | -                     | 21       | 2      | 0           | 0          |
| A. Spanò         | 26       | 0        | -           | -          | -            | -            | -            | -            | -                     | -                     | -                     | -                     | 26       | 0      | -           | -          |
| T. Trevisan      | 19       | 0        | -           | -          | -            | -            | -            | -            | -                     | -                     | -                     | -                     | 19       | 0      | -           | -          |

## Biblioteca
Mauro Del Bue, Una storia Reggiana, vol. IV, le partite, i personaggi, le vicende dalla serie A al centenario, Tecnograf Reggio Emilia 2019, pp. 299–315.
Collegamenti esterni, Stagione 2016-2017, Una storia Reggiana, le partite, i personaggi, le vicende dalla serie A al centenario, (Vol. IV) pdf, https://www.tecnograf.biz/wordpress/wp-content/uploads/2020/01/2016-2017.pdf